# Ćandranadi
Ćandranadi (inaczej idanadi) – kanał (nadi) energii księżycowej (czyli energii o żeńskiej polaryzacji) biegnący w pranaśarira (ciele pranicznym człowieka) po lewej stronie kręgosłupa oraz przez lewe nozdrze.
Jan van Rijckenborgh interpretuje występowanie charakterystyki kanału ida w treści Dziejów Apostolskich pod symbolicznym imieniem Safira.